# Jørn Cato Nielsen
Jørn Cato Nielsen (født 13. november 1930 i Viborg) er en dansk forhenværende politiker, og medlem af Venstre. Fra 1986 til 1989 var han borgmester for Viborg Kommune.